# Проблема второго параметра

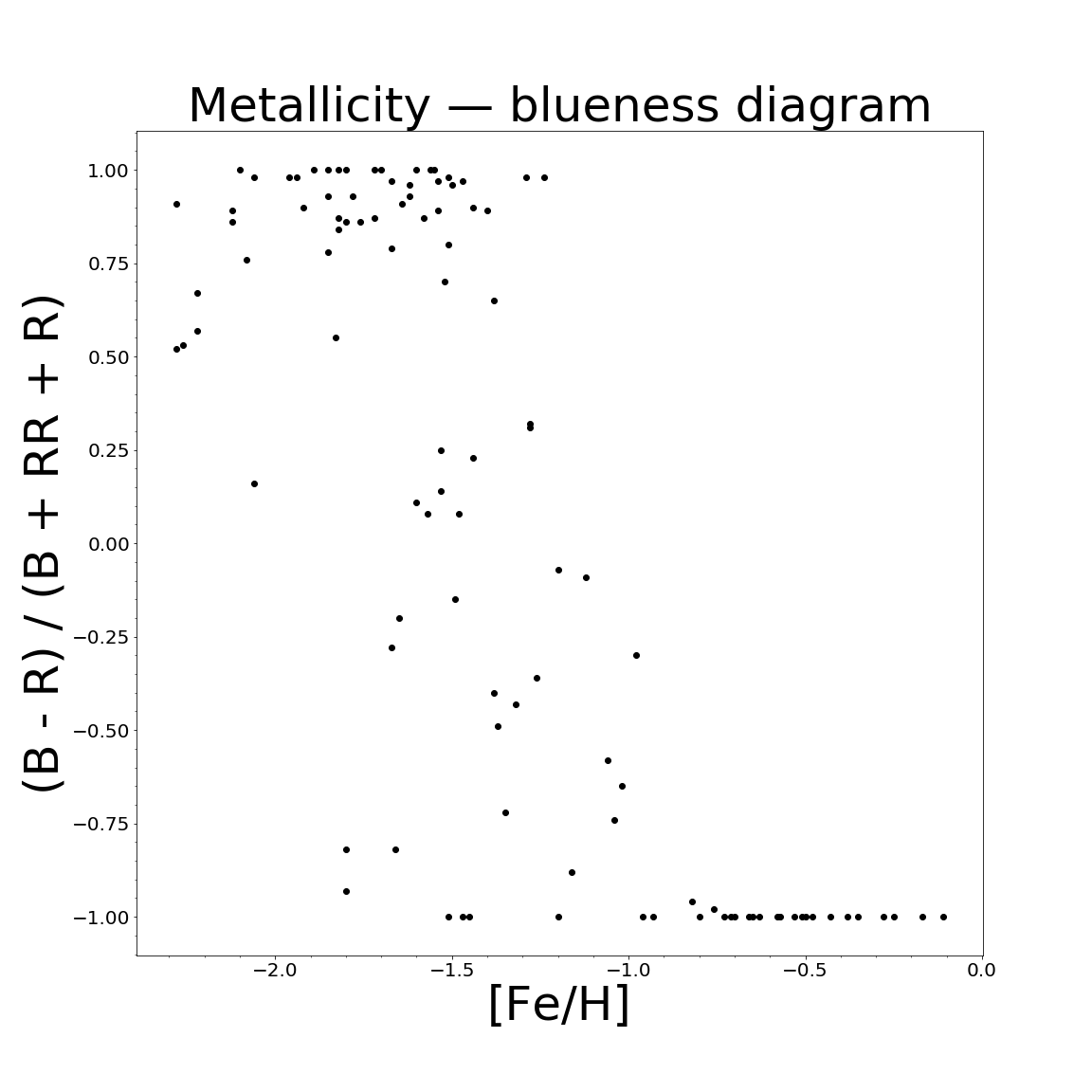
Диаграмма металличность — голубизна горизонтальной ветви для шаровых скоплений, иллюстрирующая проблему второго параметра

Проблема второго параметра (или проблема третьего параметра) — одна из нерешённых проблем астрономии, которая состоит в том, что, согласно теории эволюции звёзд, морфология горизонтальной ветви в шаровых звёздных скоплениях должна определяться лишь их металличностью и возрастом. Однако в реальности у звёздных скоплений с похожими возрастом и металличностью морфология горизонтальной ветви может сильно отличаться. Следовательно, на неё влияет один или несколько неизвестных параметров.

## Описание

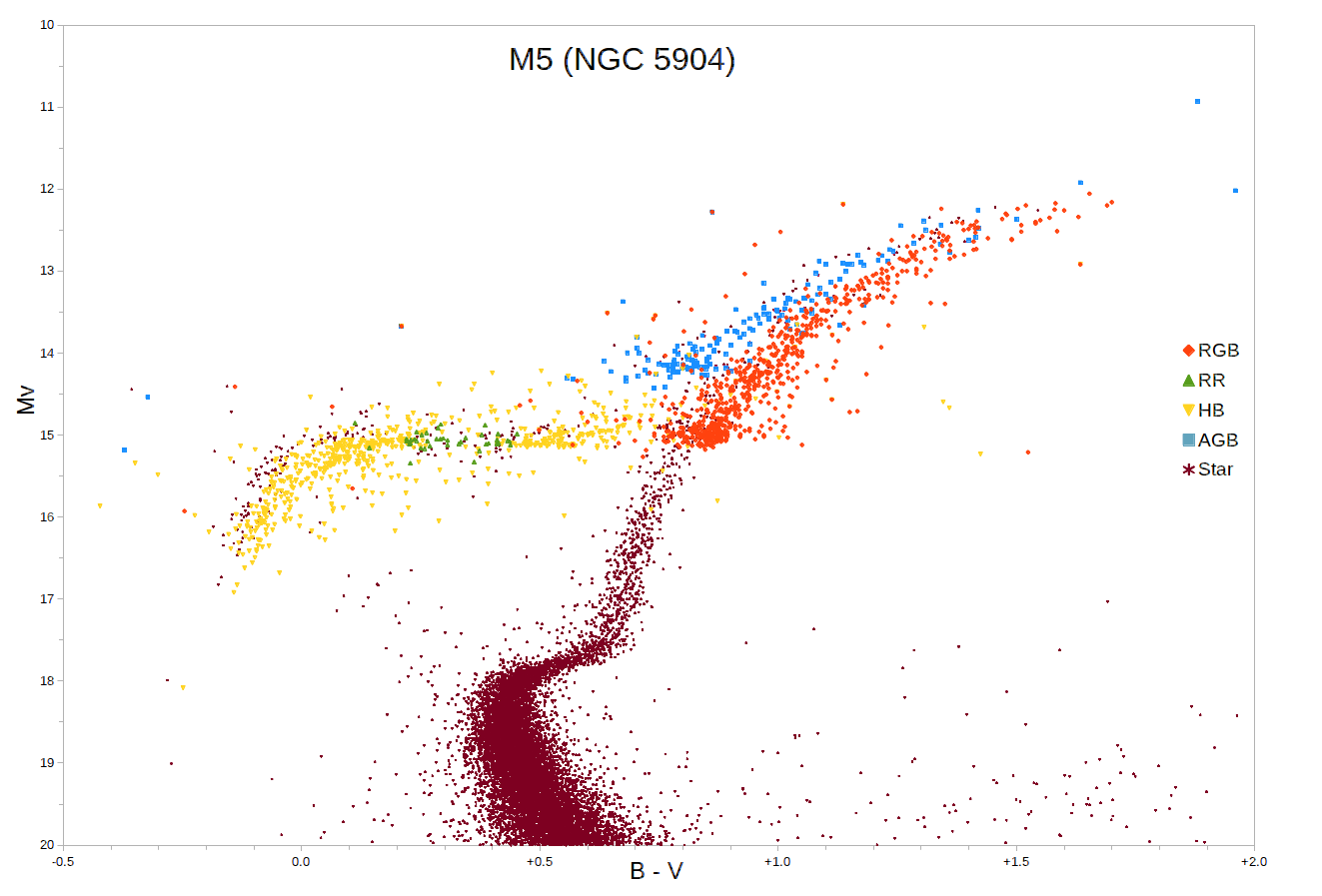
Диаграмма Герцшпрунга — Рассела для шарового скопления M 5. Горизонтальная ветвь состоит из звёзд, обозначенных на диаграмме жёлтым цветом. Она разделена областью переменных типа RR Лиры, обозначенных зелёным.

На диаграммах Герцшпрунга — Рассела для шаровых звёздных скоплений отчётливо наблюдаются горизонтальные ветви, образованные звёздами, которые начали сжигать гелий в ядре. Температуры и, следовательно, цвета звёзд горизонтальной ветви варьируются в широком диапазоне и зависят, в первую очередь, от их металличности, а также от начальной массы. Так как срок жизни звезды связан с её начальной массой, то в шаровом скоплении, где звёзды образовались практически одновременно, на горизонтальной ветви одновременно находятся звёзды из очень небольшого диапазона масс. Разброс температур звёзд горизонтальной ветви в отдельно взятом скоплении обуславливается тем, что на предшествующих стадиях эволюции звёзды теряют разную долю массы.
Таким образом, теоретически морфология горизонтальной ветви — распределение параметров звёзд на ней — должна определяться металличностью и возрастом скопления. Однако в реальности этого не наблюдается: скопления с похожим возрастом и содержанием металлов могут иметь очень разную морфологию горизонтальной ветви. В среднем, чем больше металличность и меньше возраст скопления, тем более красной оказывается горизонтальная ветвь, но эти параметры определяют морфологию горизонтальной ветви лишь частично. Следовательно, на неё влияет какой-то неизвестный параметр (один или несколько), который называют «вторым параметром», либо, если учитывать зависимость от возраста, «третьим параметром», что и даёт название проблеме.
Так как горизонтальная ветвь пересекает полосу нестабильности и все звёзды на этом пересечении являются переменными типа RR Лиры, горизонтальная ветвь может быть поделена на три части: область переменных типа RR Лиры и две части по разные стороны от неё — голубая и красная. Это даёт возможность определить «голубизну» горизонтальной ветви {\displaystyle a}:
{\displaystyle a={\frac {B-R}{B+RR+R}},}
где {\displaystyle B,R} — количество звёзд, соответственно, в голубой и красной части горизонтальной ветви, а {\displaystyle RR} — количество переменных типа RR Лиры. Таким образом, голубизна варьируется от −1 для скоплений, где все звёзды горизонтальной части расположены в её красной части, до +1 для скоплений, где все расположены в голубой части. На диаграмме металличность — голубизна для шаровых скоплений видна зависимость между этими величинами, но наблюдается и значительный разброс относительно неё. Кроме того, иногда отмечается, что в некоторых случаях морфология горизонтальных ветвей довольно сложна: к примеру, она может проявлять бимодальность, и при описании её одним параметром голубизны теряется важная информация.
В контексте этой проблемы часто рассматриваются пары шаровых скоплений с похожими металличностями, но сильно различающейся морфологией горизонтальной ветви: например, M 3 и M 13, или NGC 288 и NGC 362. M 3 и NGC 362 имеют горизонтальные ветви, состоящие в основном из красных звёзд, а M 13 и NGC 288 — в основном из голубых. Возраста скоплений в этих парах отличаются, но недостаточно для объяснения различий в голубизне. Так, например, для пары NGC 288 и NGC 362 параметр голубизны составляют, соответственно, 0,98 и −0,87, а различие в возрасте составляет не более 2 миллиардов лет. Для объяснения наблюдаемых различий только возрастом нужно, чтобы NGC 288 было старше на 5—6 миллиардов лет.

## Возможные решения

### История изучения
Впервые связь между металличностью скопления и температурой звёзд на горизонтальной ветви обнаружили в 1960 году Аллан Сэндидж и Джордж Валлерстайн, а в 1966 году было создано теоретическое обоснование такой связи. Исключения из этой зависимости были обнаружены в 1967 году, что дало рождение проблеме второго параметра.
В 1970-х годах было показано теоретически, что голубизна горизонтальной ветви зависит также от возраста скопления. В 1990-х астрономы стали массово их измерять, но обнаружили, что различие возрастов скоплений также не полностью объясняет различие морфологии горизонтальных ветвей. Тем не менее, выяснилось, что возраст скопления является вторым по величине фактором после металличности.

### Современное состояние
Существуют различные гипотезы, призванные решить проблему второго параметра, но все они пока что не полностью объясняют наблюдаемые различия. По всей видимости, за голубизну горизонтальной ветви отвечает несколько неизвестных параметров, а не один.
Одним из возможных объяснений считается различное содержание гелия в разных скоплениях. При прочих равных, звезда с бо́льшим содержанием гелия будет иметь бо́льшую температуру на горизонтальной ветви. Кроме того, наблюдается корреляция содержания гелия с другими параметрами, которые также могут влиять на морфологию горизонтальной ветви. Выдвигалась гипотеза, согласно которой на параметры горизонтальной ветви влияет содержания углерода, азота и кислорода, но она не подтвердилась и была отвергнута.
Другое объяснение состоит в том, что на ветви красных гигантов звёзды в разных скоплениях могут терять в среднем разную долю массы, что также влияет на температуру и цвет звезды на горизонтальной ветви. Это может происходить из-за разных скоростей вращения или гравитационного взаимодействия звёзд друг с другом, хотя точные механизмы потери массы ещё плохо изучены.